# Antoine de la Mère de Dieu
Antoine de la Mère de Dieu (1591-1662) est un carme déchaux français, auteur d'ouvrages de spiritualité. Il ne faut pas le confondre avec un autre déchaux, Antonio de Olivera (1587-1640), professeur à l'université de Salamanque, qui porte le même nom de religion.

## Biographie
Claude Bertet est né en Avignon, en 1591. Entré chez les carmes déchaussés de cette ville, il y fait profession, le 10 mai 1615, sous le nom d'Antoine de la Mère de Dieu. Il sera prieur de la communauté d'Aix-en-Provence, définiteur et provincial, avant de décéder, le 14 juin 1662.

## Postérité
Antoine de la Mère de Dieu a commencé par proposer une méthode de vie intérieure en union avec le Christ et sa Mère, dans la ligne tracée par l'École française de spiritualité, puis composé un manuel de théologie mystique, qui prend en compte différents degrés de la démarche spirituelle. C'est sur cet horizon contemplatif qu'il convient de replacer le traité consacré par l'auteur à saint Joseph. La réformatrice Carmel, Thérèse d'Avila considérait en effet l'époux de la Vierge non seulement comme le gardien des communautés , mais comme un maître en oraison. Le livre d'Antoine s'inscrit donc dans un mouvement de promotion dévotionnelle, qui réunit des auteurs déchaux du XVIIe siècle, comme Philippe De Plouy et Guillaume Héris, mais aussi Jean de Saint-Joseph, auteur d'un office liturgique en l'honneur du charpentier de Nazareth.

### Œuvres
- Manière de faire toutes les actions en l'honneur de Jésus et de Marie, Avignon, 1646.
- Petit traité de l'oraison mentale tant ordinaire qu'extraordinaire, comme aussi de la contemplation, Avignon, 1655.
- Le Trésor inestimable des mérites de Saint Joseph, Avignon, s. d.

### Études
- Jean-Marie de l'Enfant-Jésus, « Antoine de la Mère de Dieu », Dictionnaire de spiritualité ascétique et mystique, Paris, Beauchesne, t. I,‎ 1937.